# Oeverspinnen
Oeverspinnen (Dolomedes) is een geslacht van spinnen uit de familie kraamwebspinnen (Pisauridae), dat fossiel bekend is vanaf het Pleistoceen. Bekende soorten die in Nederland en België voorkomen zijn de grote en de kleine gerande oeverspin. Oeverspinnen kunnen over het water lopen en bij verstoring wordt gescholen onder water tussen de planten. Een nog sterker op het water aangepaste soort is de waterspin (Argyroneta aquatica).
De grote gerande oeverspin lijkt sterk op de kleine gerande oeverspin; inspectie van de genitaliën geeft uitsluitsel.

## Beschrijving
Het kopborststuk van deze 2,5 cm lange spin is iets langer dan dat het breed is. De vorm is hoog en bol in de nabijheid van de ogen, die in twee opeenvolgende rijen staan, waarvan de laatste het grootst zijn. De forse poten zijn ongeveer even lang, uitgezonderd het iets kortere, derde paar.

## Soorten
- Dolomedes actaeon Mary Agard Pocock, 1903
- Dolomedes albicomus Ludwig Carl Christian Koch, 1867
- Dolomedes albicoxus Philip Bertkau, 1880
- Dolomedes albineus Nicholas Marcellus Hentz, 1845
- Dolomedes angolensis (Carl Friedrich Roewer, 1955)
- Dolomedes angustivirgatus Kyukichi Kishida, 1936
- Dolomedes angustus (Tord Tamerlan Teodor Thorell, 1899)
- Dolomedes annulatus Eugène Simon, 1877
- Dolomedes aquaticus Goyen, 1888
- Dolomedes batesi Mary Agard Pocock, 1903
- Dolomedes bistylus Carl Friedrich Roewer, 1955
- Dolomedes boiei (Carl Ludwig Doleschall, 1859)
- Dolomedes briangreenei Greene, 2016 .
- Dolomedes bukhkaloi Yuri M. Marusik, 1988
- Dolomedes chinesus Ralph Vary Chamberlin, 1924
- Dolomedes chroesus Embrik Strand, 1911
- Dolomedes clercki Eugène Simon, 1937
- Dolomedes costatus Zhang, Zhu & Da-xiang Song, 2004
- Dolomedes crosbyi Roger de Lessert, 1928
- Dolomedes dondalei Greg Vink & Nadine Dupérré, 2010
- Dolomedes eberhardarum Embrik Strand, 1913
- Dolomedes elegans Władysław Taczanowski, 1874
- Dolomedes facetus Ludwig Carl Christian Koch, 1876
- Dolomedes fageli Carl Friedrich Roewer, 1955
- Dolomedes femoralis Hasselt, 1882
- Dolomedes fernandensis Eugène Simon, 1910
- Dolomedes fimbriatus (Clerck, 1757) (kleine gerande oeverspin)
- Dolomedes flaminius Ludwig Carl Christian Koch, 1867
- Dolomedes fontus Tanikawa & Miyashita, 2008
- Dolomedes furcatus Carl Friedrich Roewer, 1955
- Dolomedes fuscipes Carl Friedrich Roewer, 1955
- Dolomedes fuscus Pelegrin Franganillo-Balboa, 1931
- Dolomedes gertschi Carico, 1973
- Dolomedes gracilipes Roger de Lessert, 1928
- Dolomedes guamuhaya Alayón, 2003
- Dolomedes habilis Henry Roughton Hogg, 1905
- Dolomedes holti Carico, 1973
- Dolomedes horishanus Kyukichi Kishida, 1936
- Dolomedes huttoni Henry Roughton Hogg, 1908
- Dolomedes hyppomene Jean Victor Audouin, 1826
- Dolomedes instabilis Ludwig Carl Christian Koch, 1876
- Dolomedes intermedius Christoph Gottfried Andreas Giebel, 1863
- Dolomedes japonicus Friedrich Wilhelm Bösenberg & Embrik Strand, 1906
- Dolomedes karschi Embrik Strand, 1913
- Dolomedes lafoensis Lucien Berland, 1924
- Dolomedes lateralis White, 1849
- Dolomedes laticeps Mary Agard Pocock, 1898
- Dolomedes lesserti Carl Friedrich Roewer, 1955
- Dolomedes lomensis Embrik Strand, 1906
- Dolomedes machadoi Carl Friedrich Roewer, 1955
- Dolomedes macrops Eugène Simon, 1906
- Dolomedes mendigoetmopasi Alberto Barrion, 1995
- Dolomedes minahassae Anna Maria Sibylla Merian, 1911
  - Dolomedes minahassae vulcanicus Anna Maria Sibylla Merian, 1911
- Dolomedes minor Ludwig Carl Christian Koch, 1876
- Dolomedes mirificus Charles Athanase Walckenaer, 1837
- Dolomedes mizhoanus Kyukichi Kishida, 1936
- Dolomedes naja Lucien Berland, 1938
- Dolomedes neocaledonicus Lucien Berland, 1924
- Dolomedes nigrimaculatus Da-xiang Song & Jun Chen, 1991
- Dolomedes noukhaiva Charles Athanase Walckenaer, 1847
- Dolomedes ohsuditia Kyukichi Kishida, 1936
- Dolomedes okefinokensis Bishop, 1924
- Dolomedes orion Tanikawa, 2003
- Dolomedes palmatus Zhang, Zhu & Da-xiang Song, 2005
- Dolomedes palpiger Mary Agard Pocock, 1903
- Dolomedes paroculus Eugène Simon, 1901
- Dolomedes plantarius (Clerck, 1757) (grote gerande oeverspin)
- Dolomedes pullatus Hercule Nicolet, 1849
- Dolomedes raptor Friedrich Wilhelm Bösenberg & Embrik Strand, 1906
- Dolomedes raptoroides Zhang, Zhu & Da-xiang Song, 2004
- Dolomedes saccalavus Embrik Strand, 1907
- Dolomedes saganus Friedrich Wilhelm Bösenberg & Embrik Strand, 1906
- Dolomedes sagittiger White, 1849
- Dolomedes schauinslandi Eugène Simon, 1899
- Dolomedes scriptus Hentz, 1845
- Dolomedes senilis Eugène Simon, 1880
- Dolomedes signatus Charles Athanase Walckenaer, 1837
- Dolomedes silvicola Tanikawa & Miyashita, 2008
- Dolomedes smithi Roger de Lessert, 1916
- Dolomedes spathularis Hasselt, 1882
- Dolomedes stilatus Ferdinand Karsch, 1878
- Dolomedes straeleni Carl Friedrich Roewer, 1955
- Dolomedes striatus Christoph Gottfried Andreas Giebel, 1869
- Dolomedes submarginalivittatus Embrik Strand, 1907
- Dolomedes sulfureus Ludwig Carl Christian Koch, 1878
- Dolomedes sumatranus Embrik Strand, 1906
- Dolomedes tadzhikistanicus Andreeva, 1976
- Dolomedes tenebrosus Nicholas Marcellus Hentz, 1844
- Dolomedes titan Lucien Berland, 1924
- Dolomedes toldo Alayón, 2003
- Dolomedes transfuga Mary Agard Pocock, 1899
- Dolomedes tridentatus Henry Roughton Hogg, 1911
- Dolomedes trippi Henry Roughton Hogg, 1908
- Dolomedes triton (Charles Athanase Walckenaer, 1837)
- Dolomedes upembensis (Carl Friedrich Roewer, 1955)
- Dolomedes vatovae Lodovico di Caporiacco, 1940
- Dolomedes vittatus Charles Athanase Walckenaer, 1837
- Dolomedes wetarius Embrik Strand, 1911
- Dolomedes wollastoni Henry Roughton Hogg, 1915
- Dolomedes yawatai Hirotsugu Ono, 2002
- Dolomedes zatsun Tanikawa, 2003